# Not Afraid
Not Afraid is het eerste nummer van de Amerikaanse rapper Eminem, afkomstig van het 'studio-album Recovery. De makers van dit nummer zijn onder anderen M. Matters Eminem M. Samuels, L. Resto, J. Evans en M. Burnett. Het nummer is geproduceerd door Boi-1da. 
Het lied gaat over Eminem zelf, en wel over zijn zelf opgelegde ballingschap, en zijn terugkeer na de drugs te hebben afgezworen. Er zijn zeer positieve recensies ontvangen, vanwege de aandacht voor de emotionele expressie. Het is bedoeld voor mensen die in een zogenaamd zwart gat zitten (dat wil zeggen, mensen die depressief zijn, en misschien zelfs zelfmoord overwegen.). Deze mensen wil hij met behulp van dit lied er weer bovenop laten komen.